# Píleo (ornitologia)

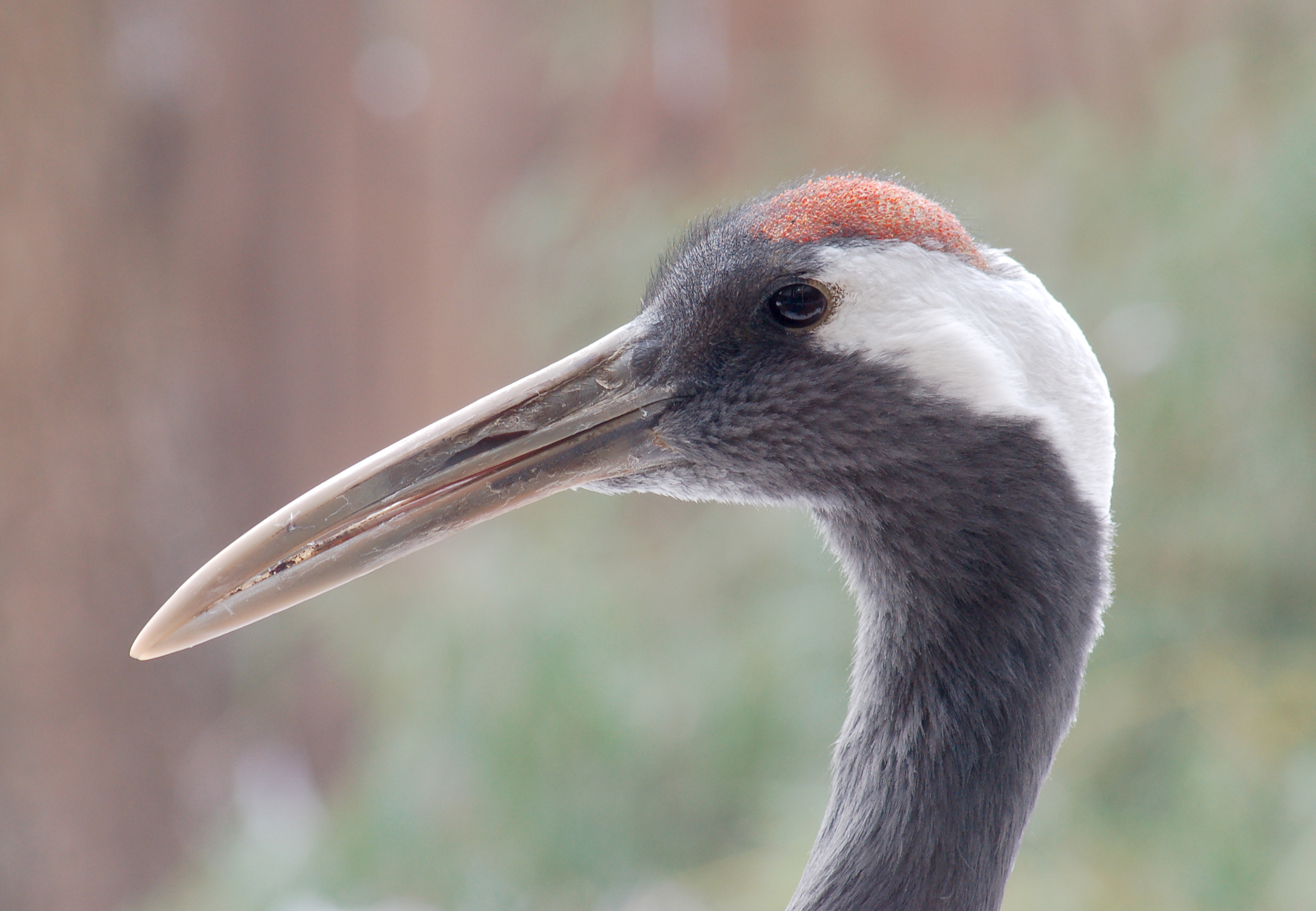
Um Grou-da-manchúria. Pode-se observar o píleo de tom vermelho.

Na ornitologia, píleo ou coroa é o topo da cabeça  de uma ave, ou mais especificamente a zona central superior da cabeça, estendendo-se posteriormente ao occipital e lateralmente de ambos os lados às têmporas.